# Parafia Przemienienia Pańskiego w Podgrodziu
Parafia Przemienienia Pańskiego w Podgrodziu – parafia rzymskokatolicka znajdująca się w diecezji tarnowskiej, w dekanacie Dębica Zachód. Erygowana 9 lipca 1979 roku przez bp. Jerzego Ablewicza.
Kościół parafialny wybudowano w latach 1976–1981 według projektu arch. Romana Łomnickiego. Został konsekrowany przez bp. Jerzego Ablewicza 21 czerwca 1981 roku.

## Proboszczowie
- ks. Jan Michalik (od 1995)
- ks. Józef Nowak (od 2015)
- ks. Tomasz Pyrchla (od 2023)[4]